# Maxime Pianfetti
Maxime Pianfetti (Tarbes, 15 marzo 1999) è uno schermidore francese, specialista della sciabola.

## Carriera
Nel 2022 ha vinto la medaglia d'argento nella sciabola individuale ai Mondiali de il Cairo.

## Palmarès
- Giochi olimpici

Parigi 2024: bronzo nella sciabola a squadre.
- Mondiali

Il Cairo 2022: argento nella sciabola individuale.
- Universiade

Napoli 2019: bronzo nella sciabola a squadre.
- Europei Under-23

Tallinn 2022: oro nella sciabola individuale.
- Europei juniores

Soči 2018: oro nella sciabola individuale e nella sciabola a squadre.
Foggia 2019: oro nella sciabola a squadre.